# Arradoul
Arradoul ist eine Ortschaft in der schottischen Council Area Moray. Sie liegt unweit des Südufers des Moray Firth nahe der Stadt Buckie rund 35 km westlich von Banff und 15 km nördlich von Keith. Sie besteht nur aus wenigen Gebäuden, die sich im Wesentlichen entlang der A98 gruppieren, welche die Städte entlang der Morayküste an das Fernstraßennetz anbindet. Direkt östlich liegt die heute noch aktive Whiskybrennerei Inchgower.
Im 19. Jahrhundert wurde in Arradoul von einem wahrscheinlich neolithischen Kreis aus großen Steinen berichtet, die in gleichem Abstand zueinander angeordnet waren. Die Steine wurden jedoch wahrscheinlich zwischenzeitlich zum Bau verwendet und das historische Bauwerk ist heute nicht mehr existent. Mit dem Kopf einer steinzeitlichen Axt wurde östlich der Ortschaft am Burn of Buckie im 19. Jahrhundert ein historisches Artefakt aufgefunden.